# Anita Rée

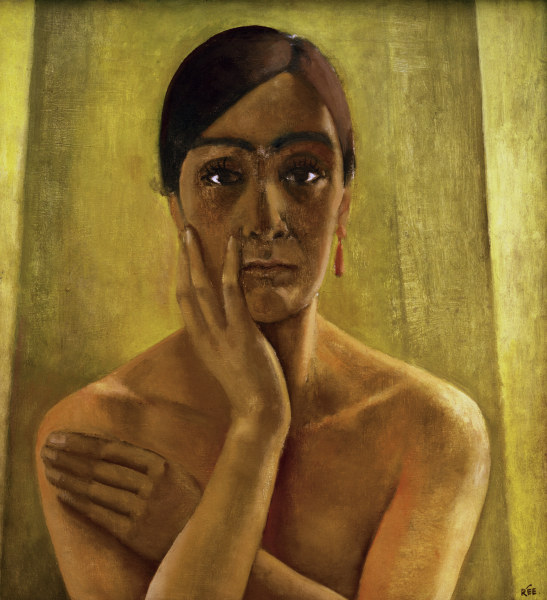
Anita Rée, Zelfportret, ca. 1929.

Anita Clara Rée (Hamburg, 9 februari 1885 - Kampen, Sylt 12 december 1933) was een Joods-Duitse kunstschilderes. Ze schilderde in een avant-gardistische stijl, later ook onder invloed van de Neue Sachlichkeit.

## Leven en werk
Anita Rée was de jongste van twee dochters van de Joodse koopman Israel Rée. Haar moeder had Zuid-Amerikaanse wortels en Indiaans bloed in de aderen. Rée kreeg een christelijke opvoeding en studeerde tekenen en schilderen bij Arthur Siebelist. In 1910 deelde ze een studio met de latere expressionisten Franz Nölken en Friedrich Ahlers-Hestermann, die haar lieten kennismaken met de Franse schilderkunst uit die dagen, met name het impressionisme. In 1912 ging ze voor zes maanden naar Parijs, waar ze studeerde bij Fernand Leger en onder invloed kwam van het werk van Picasso, Matisse en Cézanne. Vanaf 1913 zou ze hoofdzakelijk in Hamburg werken. De dood van haar vader in 1916 greep haar erg aan.
Rée was een van de oprichters van de avant-gardistische 'Hamburg Sezession', bij wie ze meermaals exposeerde. In 1921 maakte ze een reis naar het Pians in Tirol. Tussen 1922 en 1925 verbleef ze in Italië, te Positano, waar ze een eigen stijl ontwikkelde, mede beïnvloed door het Italiaanse verisme en de 'Neue Sachlichkeit'. Ze maakte er landschappen, stillevens en vooral veel portretten, die na haar terugkeer in Hamburg enthousiast werden ontvangen.
In 1930 kreeg Rée enkele opdrachten voor muurschilderingen in scholen en voor de Ansgar-kerk in Langenhorn. Deze werken werden echter sterk bekritiseerd in de NSDAP-pers en ook door scholieren, in antisemitische bewoordingen. Toen haar fresco Die klugen und die törichten Jungfrauen in een beroepsschool door aanhangers van de nationaalsocialisten werd vernield bracht dat de labiele en fragiele Rée dusdanig in verwarring dat ze besloot Hamburg te verlaten. Ze nam de wijk naar het eiland Sylt, maar ook daar bleef ze emotioneel sterk lijden onder de voor Joden zorgwekkende politieke ontwikkelingen in het toenmalige Duitsland. Aan haar zus Emilie schreef ze: ik kan niet langer leven in zo'n wereld en heb geen andere keus dan te vertrekken van daar waar ik niet meer behoor. Ze voelde zich echter niet meer in staat te emigreren. In 1933 pleegde ze zelfmoord door een overdosis barbituraten.
Het werk van Rée werd onder het nazi-regime aangemerkt als ontaarde kunst en als zodanig werden haar werken onder meer verwijderd uit de Hamburger Kunsthalle. Lange tijd bleef ze in de vergetelheid. Na een retrospectieve tentoonstelling in 1987, eveneens in de Hamburger Kunsthalle, volgde een herleving van de artistieke waardering voor haar werk.

## Galerij

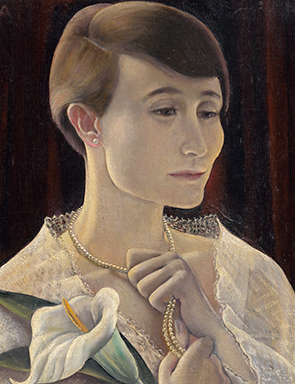
Natuurstudie voor het fresco: "Die klugen und die törichten Jungfrauen" in een beroepsschool in de Uferstraße, Hamburg
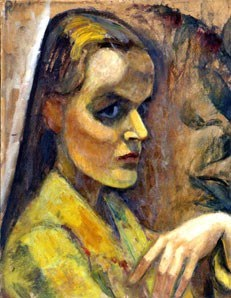
Meisjesportret
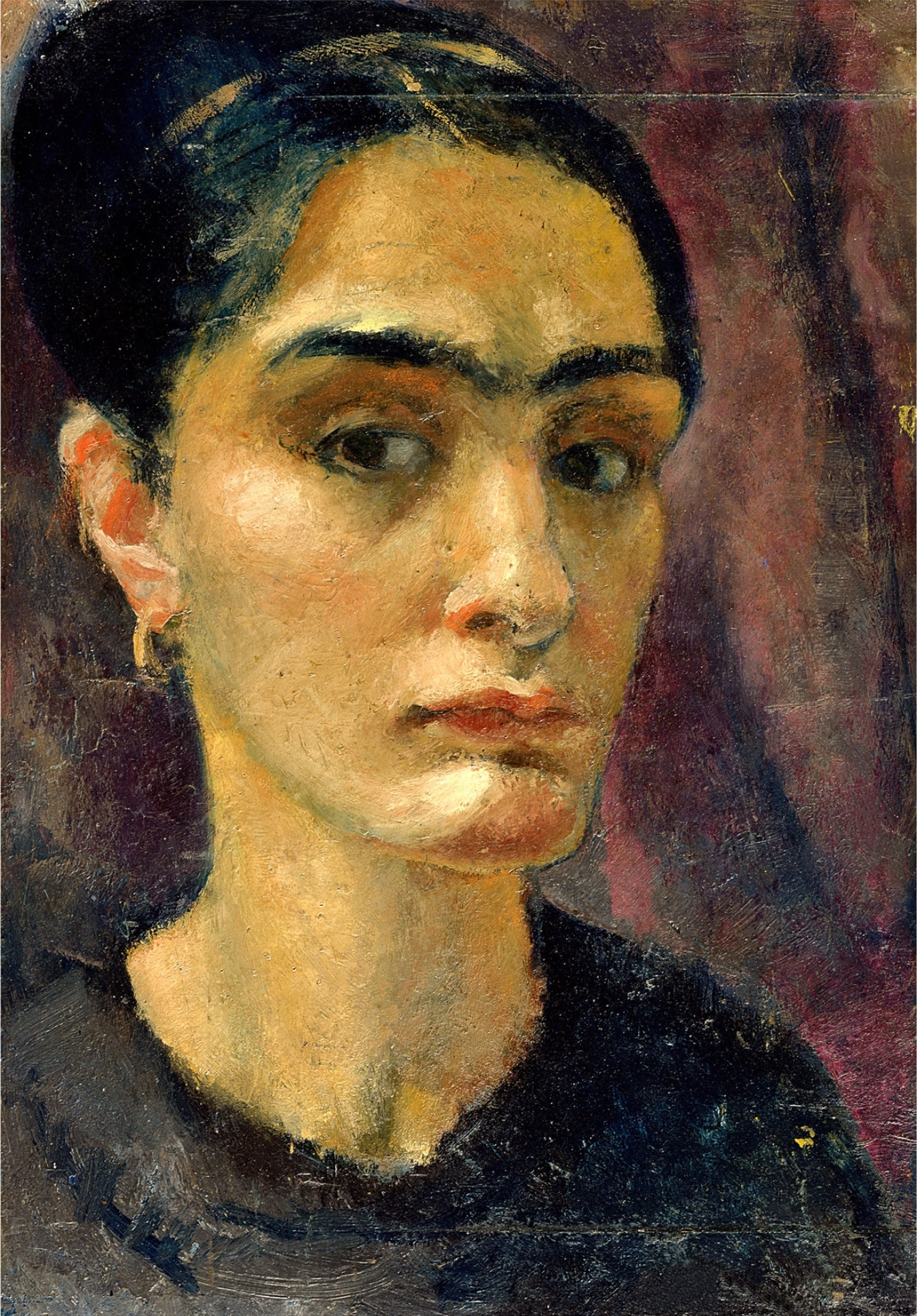
Zelfportret
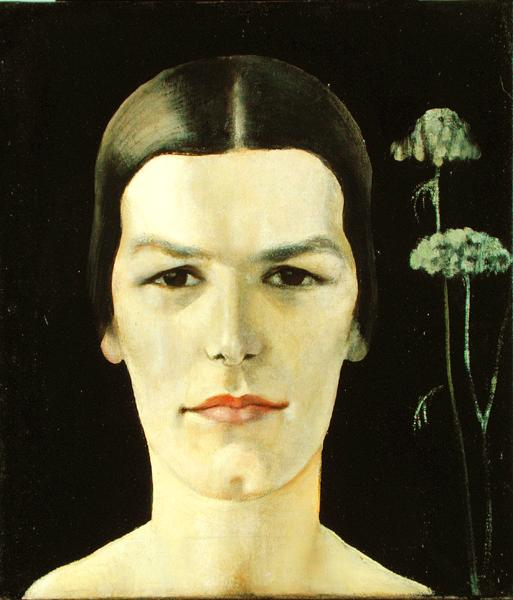
Portret van Hildegard Heise
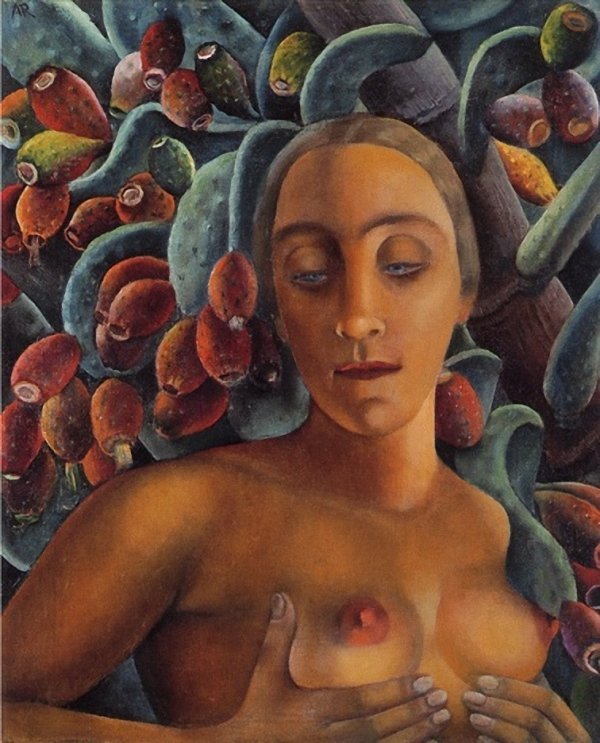
Halfnaakt voor vijgencactus
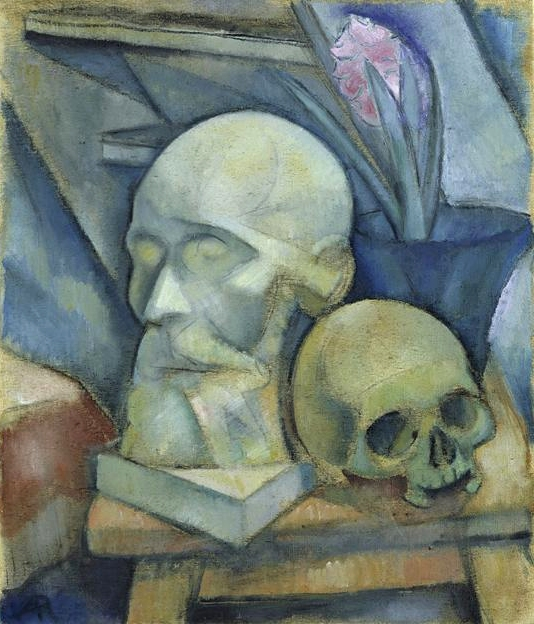
Dood
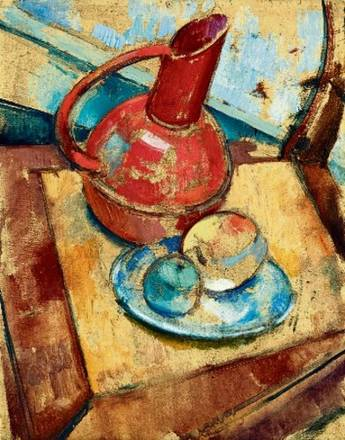
Stilleven
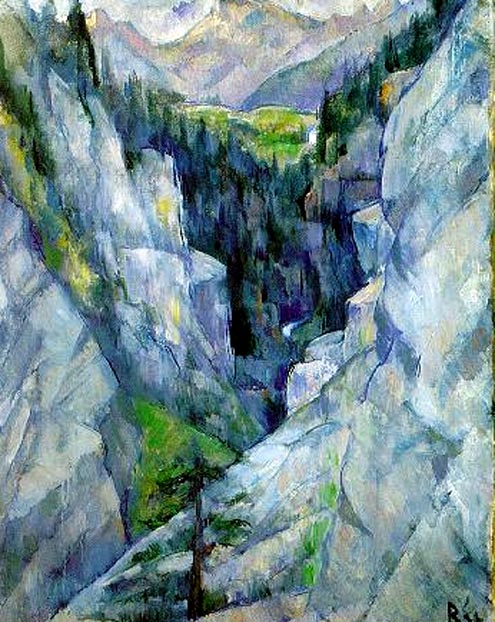
Kloof van Pians
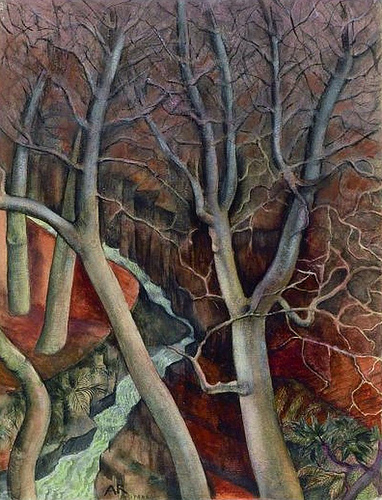
Notenboom in Positano
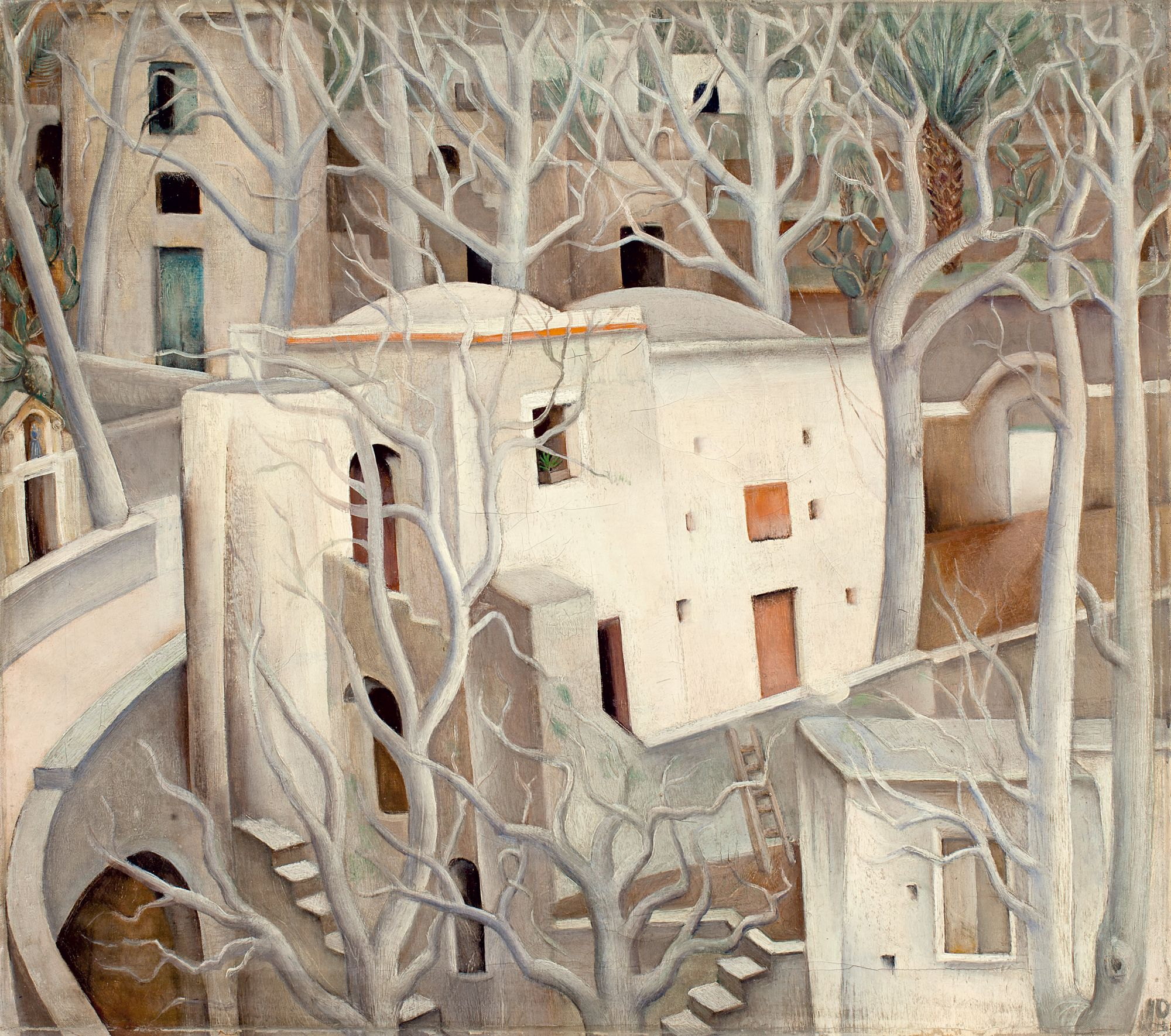
Witte bomen